# Brenton Thwaites
Brenton Thwaites (Cairns, 9 agosto 1989) è un attore australiano, conosciuto soprattutto per i ruoli di Bek in Gods of Egypt, Henry Turner in Pirati dei Caraibi - La vendetta di Salazar e di Dick Grayson in Titans.

## Biografia
Nato a Cairns, Queensland, figlio di Fiona e Peter Thwaites. Effettua gli studi presso la Cairns State High School e successivamente studia recitazione alla Queensland University of Technology (QUT), diplomandosi nel 2010. Prima del diploma, Thwaites ha fatto il suo debutto cinematografico nel film indipendente Charge Over You.
Si trasferisce a Sydney e nel 2011 interpreta il ruolo di Luke Gallagher nella serie televisiva teen drama SLiDE. Nello stesso anno entra nel cast della soap opera australiana Home and Away, dove fino al 2012 interpreta il ruolo di Stu Henderson.
Nel 2012 recita al fianco di Indiana Evans nel film TV Laguna blu - Il risveglio, remake televisivo di Laguna blu del 1980.
Nel 2013 Thwaites viene scelto per interpretare il ruolo del principe Phillip in Maleficent, al fianco di Angelina Jolie. Nel 2014 recita con Jeff Bridges e Meryl Streep in The Giver - Il mondo di Jonas, adattamento cinematografico dell'omonimo romanzo di Lois Lowry. Nel 2016 ha il suo primo ruolo da protagonista in un film blockbuster nel film Gods of Egypt diretto da Alex Proyas. Nel 2017 partecipa al quinto capitolo dei Pirati dei Caraibi, dove interpreta Henry Turner, il giovane figlio di Will.
Interpreta Dick Grayson/Robin/Nightwing nella serie televisiva del DC Universe Titans, trasmessa dal 2018 al 2023.

## Filmografia

### Cinema
- Charge Over You, regia di Regardt Steenekamp (2010)
- Headsmen, regia di Sean Gobey (2011) – cortometraggio
- Save Your Legs!, regia di Boyd Hicklin (2012)
- Oculus - Il riflesso del male (Oculus), regia di Mike Flanagan (2013)
- The Signal, regia di William Eubank (2014)
- Maleficent, regia di Robert Stromberg (2014)
- The Giver - Il mondo di Jonas (The Giver), regia di Phillip Noyce (2014)
- Son of a Gun, regia di Julius Avery (2014)
- Ride - Ricomincio da me (Ride), regia di Helen Hunt (2014)
- Zucchero! That Sugar Film (That Sugar Film), regia di Damon Gameau (2014)
- Ruben Guthrie, regia di Brendan Cowell (2015)
- Gods of Egypt, regia di Alex Proyas (2016)
- Pirati dei Caraibi - La vendetta di Salazar (Pirates of the Caribbean: Dead Men Tell No Tales), regia di Joachim Rønning, Espen Sandberg (2017)
- Office Uprising, regia di Lin Oeding (2018)
- Un'intervista con Dio (An Interview with God), regia di Perry Lang (2018)
- A Violent Separation, regia di Kevin Goetz e Michael Goetz (2019)
- Fantasmi di guerra, regia di Eric Bress (2020)
- I Met a Girl - La ragazza dei tuoi sogni (I Met a Girl), regia di Luke Eve (2020)

### Televisione
- Sea Patrol – serie TV, 1 episodio (2011)
- SLiDE – serie TV, 10 episodi (2011)
- Home and Away – serial TV, 56 puntate (2011-2012)
- Laguna blu - Il risveglio (Blue Lagoon: The Awakening) – film TV, regia di Mikael Salomon (2012)
- Titans – serie TV, 45 episodi (2018-2023)

## Doppiatori italiani
Nelle versioni in italiano delle opere in cui ha recitato, Brenton Thwaites è stato doppiato da:
- Manuel Meli in Oculus - Il riflesso del male, The Giver - Il mondo di Jonas, The Signal, Ride - Ricomincio da me, I Met a Girl - La ragazza dei sogni
- Flavio Aquilone in Laguna blu - Il risveglio, Pirati dei Caraibi - La vendetta di Salazar
- Mirko Cannella in Maleficent
- Tommaso Zalone in Son of a Gun
- Davide Perino in Gods of Egypt
- Emanuele Ruzza in Titans
- Lorenzo De Angelis in Fantasmi di guerra[3]